# Nağı bəy Şeyxzamanlı

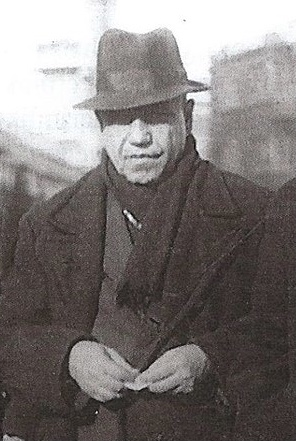
Nağı bəy Şeyxzamanlı

Nağı bəy Şeyxzamanlı (eingedeutscht Nagi bäj Schejchsamanli; * 1883 in Elisawetpol, heute Gəncə, Gouvernement Elisawetpol, Russisches Kaiserreich; † 1967 in Istanbul, Türkei) war ein aserbaidschanischer Politiker und Geheimdienstchef zu Zeiten der Demokratischen Republik Aserbaidschan (DRA).

## Leben
Şeyxzamanlı nahm bereits seit den Jugendjahren aktiv am gesellschaftlich-politischen Leben Aserbaidschans teil. Er war Mitglied der Organisation „Difai“, einem Zusammenschluss der aserbaidschanischen Intelligenzija, die zum Zeil hatte, in den Wirren der Russischen Revolution 1905 die Bevölkerung Aserbaidschans gegen die Übergriffe armenischer Nationalisten zu schützen.
1917 trat Şeyxzamanlı der Müsavat-Partei um Məhəmməd Əmin Rəsulzadə bei und war an der Gründung der Demokratischen Republik Aserbaidschans Ende Mai 1918 entscheidend beteiligt. Eine federführende Rolle spielte er auch bei den Verhandlungen mit der Osmanischen Regierung über die Entsendung türkischer Truppen in den Kaukasus, um die bolschewistisch-armenischen Einheiten in Baku zu bekämpfen.
Im August 1919 berief die Regierung der DRA Şeyxzamanlı zum Leiter der „Organisation zur Bekämpfung der Konterrevolution“ und somit zum Geheimdienstchef des Landes. Im März 1920 wurde die Behörde mit dem Vormarsch der Roten Armee aufgelöst.
Nach dem Untergang der DRA am 28. April 1920 emigrierte Şeyxzamanlı in die Türkei. Im Zweiten Weltkrieg gehörte er zum Kreis der ehemaligen Anführer der DRA, die mit dem NS-Staat über die Unabhängigkeit Aserbaidschans verhandelten.
Mitte der 1950er Jahre ließ sich Şeyxzamanlı im US-amerikanischen New Jersey nieder. Dort gründete er 1957 die „Azerbaijan Society of America“. Unter dem Pseudonym „Naki Keykurun“ veröffentlichte er auch einige Essays in türkischer Sprache über die erste aserbaidschanische Unabhängigkeitsbewegung in Istanbul. Dort starb er 1967 und wurde auf dem Protestantischen Friedhof Feriköy beigesetzt.